# Premis de l'Institut Franklin

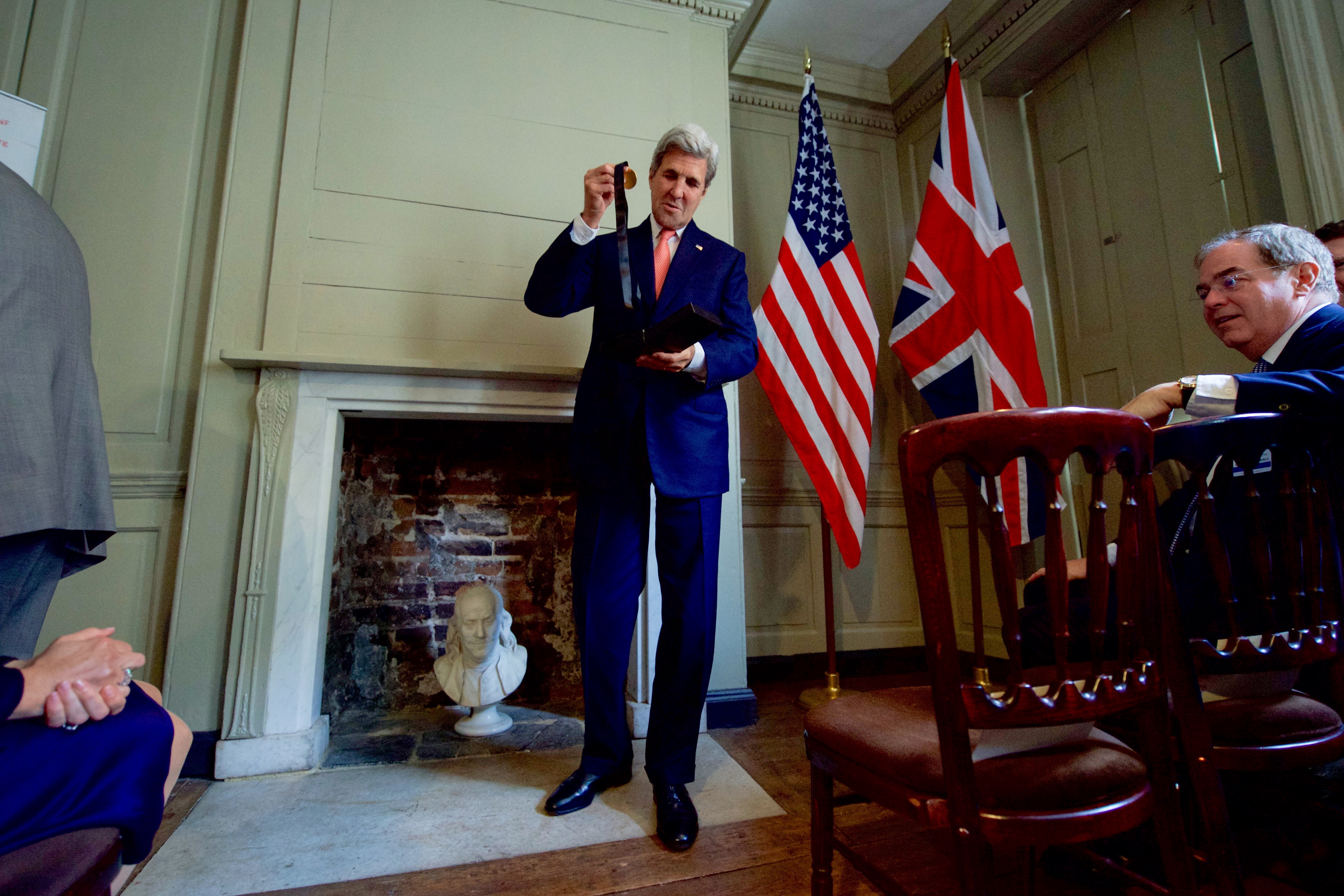
John Kerry rep la Medalla Benjamin Franklin pel seu lideratge en 2016

Els premis de l'Institut Franklin (o Medalla Benjamin Franklin) són premis de ciència i enginyeria concedits des de 1824 per l'Institut Franklin, de Filadèlfia, Pennsilvània, EUA. Els Premis de l'Institut Franklin comprenen les Medalles Benjamin Franklin en set àrees de ciència i enginyeria, el Bower Award and Prize for Achievement in Science (Consecució en Ciència), i el Bower Award for Business Leadership (Lideratge Empresarial).

## Medalles Benjamin Franklin
El 1998, les Medalles Benjamin Franklin es van crear al reorganitzar totes les medalles concedides per l'Institut Franklin en aquells moments, en un grup de medalles que reconeixen set àrees d'estudi: Química, Computació i Ciències Cognitives, Terra i Ciències Ambientals, Enginyeria Elèctrica, Ciències de la vida, Enginyeria mecànica i física. Les primeres medalles Benjamin Franklin es van presentar el 1998.
Els medallistes són seleccionats pel Comitè de Ciències i Arts (CS&A) després d'una recerca exhaustiva.

## Bower Awards
El Bower Award and Prize for Achievement in Science (Consecució en Ciència) i el Bower Award for Business Leadership (Lideratge Empresarial), són els premis més recents, establerts per un llegat de 7,5 milions d'USD d'Henry Bower el 1988. Els Premis Anuals Bower són de 250.000 USD cadascun..

## Premis anteriors
Per a l'article sobre altres premis anteriors, vegeu Elliott Cresson Medal

## Llista dels llorejats
Llistat de la base de dades del lloc web del Franklin Institute.
| Any  | Nom                                    | Camp                                                                    |
| ---- | -------------------------------------- | ----------------------------------------------------------------------- |
| 1998 | Desurvire, EmmanuelEmmanuel Desurvire  | Enginyeria                                                              |
| 1998 | Robert B. Laughlin                     | Física                                                                  |
| 1998 | Payne, David N. Payne N.David N. Payne | Enginyeria                                                              |
| 1998 | Stanley B. Prusiner                    | Ciència de la vida                                                      |
| 1998 | Horst L. Stormer                       | Física                                                                  |
| 1998 | Daniel C. Tsui                         | Física                                                                  |
| 1998 | Ahmed H. Zewail                        | Química                                                                 |
| 1999 | Noam Chomsky                           | Computació i Ciència Cognitiva                                          |
| 1999 | Douglas C. Engelbart                   | Computació i Ciència Cognitiva                                          |
| 1999 | Walter Kaminsky                        | Química                                                                 |
| 1999 | Barry J. Marshall                      | Ciències de la vida                                                     |
| 1999 | John C. Mather                         | Física                                                                  |
| 1999 | Richard W. Shorthill                   | Computació i Ciència Cognitiva                                          |
| 1999 | Akira Tonomura                         | Física                                                                  |
| 1999 | Victor Vali                            | Computació i Ciència Cognitiva                                          |
| 2000 | John Cocke                             | Computació i Ciència Cognitiva                                          |
| 2000 | Eric Cornell                           | Física                                                                  |
| 2000 | Gordon Danby                           | Enginyeria mecànica                                                     |
| 2000 | Eville Gorham                          | Ciències de la terra                                                    |
| 2000 | Robert H. Grubbs                       | Química                                                                 |
| 2000 | Wolfgang Ketterle                      | Física                                                                  |
| 2000 | Antoine Labeyrie                       | Enginyeria elèctrica                                                    |
| 2000 | James R. Powell                        | Enginyeria mecànica                                                     |
| 2000 | Carl Wieman                            | Física                                                                  |
| 2001 | Judah Folkman                          | Ciències de la vida                                                     |
| 2001 | Alan H. Guth                           | Física                                                                  |
| 2001 | Marvin Minsky                          | Computació i Ciència Cognitiva                                          |
| 2001 | K. Barry Sharpless                     | Química                                                                 |
| 2001 | Rob Van der Voo                        | Ciències de la terra                                                    |
| 2001 | Bernard Widrow                         | Enginyeria elèctrica                                                    |
| 2002 | Norman L. Allinger                     | Química                                                                 |
| 2002 | Mary-Dell Chilton                      | Ciències de la vida                                                     |
| 2002 | Sumio Iijima                           | Física                                                                  |
| 2002 | Shuji Nakamura                         | Enginyeria                                                              |
| 2002 | Alexandra Navrotsky                    | Ciències de la terra                                                    |
| 2002 | Lucy Suchman                           | Computació i Ciència Cognitiva                                          |
| 2003 | Bishnu S. Atal                         | Enginyeria elèctrica                                                    |
| 2003 | John N. Bahcall                        | Física                                                                  |
| 2003 | Raymond Davis Jr.                      | Física                                                                  |
| 2003 | Jane Goodall                           | Ciències de la vida                                                     |
| 2003 | Robin M. Hochstrasser                  | Química                                                                 |
| 2003 | Masatoshi Koshiba                      | Física                                                                  |
| 2003 | John McCarthy (Computació)             | Computació i Ciència Cognitiva                                          |
| 2003 | Norman Un. Phillips                    | Ciències de la terra                                                    |
| 2003 | Joseph Smagorinsky                     | Ciències de la terra                                                    |
| 2003 | Charles H. Thornton                    | Enginyeria                                                              |
| 2004 | Roger Bacon (físic)                    | Enginyeria mecànica                                                     |
| 2004 | Harry B. Gris                          | Química                                                                 |
| 2004 | Richard M. Karp                        | Computació i Ciència Cognitiva                                          |
| 2004 | Robert B. Meyer                        | Física                                                                  |
| 2004 | Robert I. Newnham                      | Enginyeria elèctrica                                                    |
| 2005 | Elizabeth Helen Blackburn              | Ciències de la vida                                                     |
| 2005 | Aravind K. Joshi                       | Computació i Ciència Cognitiva                                          |
| 2005 | Yoichiro Nambu                         | Física                                                                  |
| 2005 | Peter R. Vail                          | Ciències de la terra                                                    |
| 2005 | Andrew J. Viterbi                      | Enginyeria elèctrica                                                    |
| 2006 | Ray W. Clough                          | Enginyeria                                                              |
| 2006 | Samuel J. Danishefsky                  | Química                                                                 |
| 2006 | Lluna B. Leopold                       | Ciències de la terra                                                    |
| 2006 | Donald Norman                          | Computació i Ciència Cognitiva                                          |
| 2006 | Fernando Nottebohm                     | Ciències de la vida                                                     |
| 2006 | Giacinto Scoles                        | Física                                                                  |
| 2006 | J. Peter Toennies                      | Física                                                                  |
| 2006 | M. Gordon Wolman                       | Ciències de la terra                                                    |
| 2007 | Klaus Biemann                          | Química                                                                 |
| 2007 | Robert H. Dennard                      | Enginyeria elèctrica                                                    |
| 2007 | Merton C. Flemings                     | Ciència de materials                                                    |
| 2007 | Arthur B. McDonald                     | Física                                                                  |
| 2007 | Steven W. Squyres                      | Ciències de la terra                                                    |
| 2007 | Yoji Totsuka                           | Física                                                                  |
| 2007 | Nancy Wexler                           | Ciències de la vida                                                     |
| 2008 | Victor Ambros                          | Ciències de la vida                                                     |
| 2008 | David Baulcombe                        | Ciències de la vida                                                     |
| 2008 | Wallace Broecker                       | Ciències de la terra                                                    |
| 2008 | Albert Eschenmoser                     | Química                                                                 |
| 2008 | Deborah Jin                            | Física                                                                  |
| 2008 | la Judea Pearl                         | Computació i Ciència Cognitiva                                          |
| 2008 | Arun Phadke                            | Enginyeria elèctrica                                                    |
| 2008 | Gary Ruvkun                            | Ciències de la vida                                                     |
| 2008 | James Thorp                            | Enginyeria elèctrica                                                    |
| 2009 | Ruzena Bajcsy                          | Computació i Ciència Cognitiva                                          |
| 2009 | Stephen J. Benkovic                    | Ciències de la vida                                                     |
| 2009 | J. Frederick Grassle                   | Ciències de la terra                                                    |
| 2009 | Richard J. Robbins                     | Enginyeria                                                              |
| 2009 | George M. Whitesides                   | Química                                                                 |
| 2009 | Lotfi Un. Zadeh                        | Enginyeria elèctrica                                                    |
| 2010 | J. Ignacio Cirac                       | Física                                                                  |
| 2010 | Shafrira Goldwasser                    | Computació i Ciència Cognitiva                                          |
| 2010 | Peter C. Nowell                        | Ciències de la vida                                                     |
| 2010 | Gerhard M. Sessler                     | Enginyeria elèctrica                                                    |
| 2010 | D. Brian Spalding                      | Enginyeria mecànica                                                     |
| 2010 | JoAnne Stubbe                          | Química                                                                 |
| 2010 | James Edward Maceo West                | Enginyeria elèctrica                                                    |
| 2010 | David J. Wineland                      | Física                                                                  |
| 2010 | Peter Zoller                           | Física                                                                  |
| 2010 | W. Richard Peltier                     | Terra i Ciència Mediambiental, Premi Bower per a Consecució en Ciència  |
| 2010 | William H. Gates                       | Premi Bower per a Lideratge Empresarial                                 |
| 2011 | John Robert Anderson (psicòleg)        | Computació i Ciència Cognitiva                                          |
| 2011 | Jillian F. Banfield                    | Terra i Ciència Mediambiental                                           |
| 2011 | Nicola Cabibbo                         | Física                                                                  |
| 2011 | Ingrid Daubechies                      | Enginyeria elèctrica                                                    |
| 2011 | Dean Kamen                             | Enginyeria mecànica                                                     |
| 2011 | K.C. Nicolaou                          | Química                                                                 |
| 2011 | George Church                          | Ciències de la vida, Premi Bower per a Consecució en Ciència            |
| 2011 | Fred Kavli                             | Premi Bower per a Lideratge Empresarial                                 |
| 2012 | Vladimir Vapnik                        | Computació i Ciència Cognitiva                                          |
| 2012 | Lonnie Thompson                        | Terra i Ciència Mediambiental                                           |
| 2012 | Ellen Stone Mosley-Thompson            | Terra i Ciència Mediambiental                                           |
| 2012 | Sean B. Carroll                        | Ciències de la vida                                                     |
| 2012 | Jerry Nelson (astrònom)                | Enginyeria elèctrica                                                    |
| 2012 | Rashid Sunyaev                         | Física                                                                  |
| 2012 | Zvi Hashin                             | Enginyeria mecànica                                                     |
| 2012 | Louis I. Brus                          | Química, Premi Bower per a Consecució en Ciència                        |
| 2012 | John Chambers                          | Premi Bower per a Lideratge Empresarial                                 |
| 2013 | Jerrold Meinwald                       | Química                                                                 |
| 2013 | William Labov                          | Computació i Ciència Cognitiva                                          |
| 2013 | Robert A. Berner                       | Terra i Ciència Mediambiental                                           |
| 2013 | Rudolf Jaenisch                        | Ciències de la vida                                                     |
| 2013 | Subra Suresh                           | Enginyeria mecànica                                                     |
| 2013 | Alexander Dalgarno                     | Física                                                                  |
| 2013 | Michael S. Dell                        | Premi Bower per a Lideratge Empresarial                                 |
| 2013 | Kenichi Iga                            | Enginyeria elèctrica, Premi Bower per a Consecució en Ciència           |
| 2014 | Daniel Kleppner                        | Física                                                                  |
| 2014 | Christopher T. Walsh                   | Química                                                                 |
| 2014 | Lisa Tauxe                             | Terra i Ciència Mediambiental                                           |
| 2014 | Shunichi Iwasaki                       | Enginyeria elèctrica                                                    |
| 2014 | Mark H. Kryder                         | Enginyeria elèctrica                                                    |
| 2014 | Joachim Frank                          | Ciències de la vida                                                     |
| 2014 | Ali H. Nayfeh                          | Enginyeria mecànica                                                     |
| 2014 | Edmund M. Clarke                       | Computació i Ciència Cognitiva, Premi Bower per a Consecució en Ciència |
| 2014 | William W. George                      | Premi Bower per a Lideratge Empresarial                                 |
| 2015 | Stephen Lippard                        | Química                                                                 |
| 2015 | Elissa Newport                         | Computació i Ciència Cognitiva                                          |
| 2015 | Syukuro Manabe                         | Terra i Ciència Mediambiental                                           |
| 2015 | Roger F. Harrington                    | Enginyeria elèctrica                                                    |
| 2015 | Cornelia Bargmann                      | Ciències de la vida                                                     |
| 2015 | Charles L. Kane                        | Física                                                                  |
| 2015 | Eugene Mele                            | Física                                                                  |
| 2015 | Shoucheng Zhang                        | Física                                                                  |
| 2015 | Jon Huntsman, Sr.                      | Premi Bower per a Lideratge Empresarial                                 |
| 2015 | Jean-Pierre Kruth                      | Enginyeria mecànica, Premi Bower per a Consecució en Ciència            |
| 2016 | Nadrian C. Seeman                      | Química                                                                 |
| 2016 | Yale N. Patt                           | Computació i Ciència Cognitiva                                          |
| 2016 | Brian F. Atwater                       | Terra i Ciència Mediambiental                                           |
| 2016 | Solomon W. Golomb                      | Enginyeria elèctrica                                                    |
| 2016 | Robert S. Langer                       | Ciències de la vida                                                     |
| 2016 | Shu Chien                              | Enginyeria mecànica                                                     |
| 2016 | Patrick Aviat-Shiong                   | Premi Bower per a Lideratge Empresarial                                 |
| 2016 | William J. Borucki                     | Física, Premi Bower per a Consecució en Ciència                         |
| 2017 | Krzysztof Matyjaszewski                | Química                                                                 |
| 2017 | Mitsuo Sawamoto                        | Química                                                                 |
| 2017 | Michael I. Posner                      | Computació i Ciència Cognitiva                                          |
| 2017 | Nick Holonyak, Jr.                     | Enginyeria elèctrica                                                    |
| 2017 | Douglas C. Wallace                     | Ciències de la vida                                                     |
| 2017 | Mildred S. Dresselhaus                 | Ciència de materials i Enginyeria                                       |
| 2017 | Marvin L. Cohen                        | Física                                                                  |
| 2017 | Claude Lorius                          | Terra i Ciència Mediambiental, Premi Bower per a Consecució en Ciència  |
| 2017 | Alan Mulally                           | Premi Bower per a Lideratge Empresarial                                 |
| 2018 | Susan Trumbore                         | Terra i Ciència Mediambiental                                           |
| 2018 | Manijeh Razeghi                        | Enginyeria elèctrica                                                    |
| 2018 | Adrian Bejan                           | Enginyeria mecànica                                                     |
| 2018 | Helen Rhoda Quinn                      | Física                                                                  |
| 2018 | John B. Goodenough                     | Química                                                                 |
| 2018 | Vinton Gray Cerf                       | Computació i Ciència Cognitiva                                          |
| 2018 | Robert I. Kahn                         | Computació i Ciència Cognitiva                                          |
| 2018 | Philippe Horvath                       | Ciències de la vida, Premi Bower per a Consecució en Ciència            |
| 2018 | Anne M. Mulcahy                        | Premi Bower per a Lideratge Empresarial                                 |
| 2019 | John J. Hopfield                       | Física                                                                  |
| 2019 | John Un. Rogers                        | Enginyeria de materials                                                 |
| 2019 | James P. Allison                       | Ciències de la vida                                                     |
| 2019 | Eli Yablonovitch                       | Enginyeria elèctrica                                                    |
| 2019 | Gene I.Likens                          | Terra i Ciència Mediambiental                                           |
| 2019 | Marcia K. Johnson                      | Computació i Ciència Cognitiva                                          |
| 2019 | Frances H. Arnold                      | Química, Premi Bower per a Consecució en Ciència                        |
| 2019 | Indra K. Nooyi                         | Premi Bower per a Lideratge Empresarial                                 |